# Béla Balassa
Béla Balassa (Budapest, 6 aprile 1928 – Washington, 10 maggio 1991) è stato un economista ungherese e un rinomato professore alla Johns Hopkins University; il suo lavoro più famoso, assieme a Paul Samuelson, è stata l'enunciazione dell'effetto Balassa-Samuelson.

## Studi
- 1948 Magyar Kereskedelmi Akadémia, Budapest
- 1951 Budapest University
- 1958, 1959 Yale University, MA and Ph.D. in economia

## Biografia
- 1962-67 assistente alla Yale University
- 1966-1991 Professore alla Johns Hopkins University
- 1966- consigliere alla Banca Mondiale
- 1970-71 editore di REStat; presidente dell'Association of Comparative Economics
- 1979-80 presidente dell'Association of Comparative Economic Studies
- 1980 Laureato all'Institut de France

## Opere
- The theory of economic integration, Homewood, Ill., 1961
- Trade prospects for developing countries, Homewood, Ill., 1964